# Saison 2 de Channel Zero
Chronologie
Candle Cove Butcher's Block
Cet article traite de la deuxième saison de la série Channel Zero, intitulée The No-End House.

## Synopsis
Dans la deuxième saison, Margot Sleator, encore sous le choc de la tragique disparition de son père à la suite d'une crise allergique, décide de franchir le seuil de la « Maison sans Fin » (« The No-End House ») en compagnie de trois amis, influencée par des vidéos énigmatiques sur son téléphone. Ce lieu lugubre et inquiétant offre aux intrépides visiteurs l'opportunité de confronter leurs plus sombres terreurs à travers un labyrinthe de six pièces. Chaque recoin détient le pouvoir de plonger les visiteurs dans l'effroi, et c'est dans cette épreuve que Margot, errant dans les sinistres couloirs, se retrouve face à ses propres démons. Finalement, elle parvient à s'échapper de la Maison Sans Fin, tout comme ses compagnons, mais avec une issue inattendue,.
Cette saison s'inspire de la création creepypasta de Brian Russell.

## Distribution

### Acteurs principaux
- Amy Forsyth : Margot Sleator[2]
- Aisha Dee : Jules Koja
- Jeff Ward (IV) : Seth Marlowe
- Seamus Patterson : J. D. Shields
- Sebastian Pigott : Dylan Evans
- Jessica Salgueiro : Lacey Evans
- Melanie Nicholls-King : Brenna Koja
- John Carroll Lynch : John Sleator

### Acteurs récurrents
- Kim Huffman : Corrine Sleator (épisode 1,2 et 5)
- Kyla Kane : Allison Koja (2,3 et 5)
- Abigail Pniowsky : Margot (Jeune) (épisode 5 et 6)
- Lauren Cochrane : Suburban Mom (épisode 4)
- Bradley Sawatzky : L'homme arrosant la pelouse (épisode 3)
- Jalyna Wojnowski : Cassandra (épisode 1)
- Matthew Stefanson : Tueur recherchant Guy (épisode 4)
- Echo Porisky : Tamara (épisode 1)
- Summer H. Howell : Margot (Adolescente) (épisode 5)

## Liste des épisodes

### Épisode 1:Ce n'est pas la réalité
- États-Unis : 20 septembre 2017 sur Syfy
- France : 21 novembre 2017 sur Syfy France

### Épisode 2:Huis Clos
- États-Unis : 27 septembre 2017 sur Syfy
- France : 21 novembre 2017 sur Syfy France

### Épisode 3:Attention aux cannibales
- États-Unis : 4 octobre 2017  sur Syfy
- France : 28 novembre 2017 sur Syfy France

- États-Unis : 0,41 million de téléspectateurs (première diffusion)

### Épisode 4:Le Labyrinthe
- États-Unis : 11 octobre 2017 sur Syfy
- France : 28 novembre 2017 sur Syfy France

- États-Unis : 0,48 million de téléspectateurs (première diffusion)

### Épisode 5:Home sweet home
- États-Unis : 18 octobre 2017 sur Syfy
- France : 5 décembre 2017 sur Syfy France

- États-Unis : 0,41 million de téléspectateurs (première diffusion)

### Épisode 6:Sacrifices
- États-Unis : 25 octobre 2017 sur Syfy
- France : 5 décembre 2017 sur Syfy France

- États-Unis : 0,37 million de téléspectateurs (première diffusion)